# Olchówka (Librantowa)
Olchówka (pierwotnie Wolfowa, dawniej też Olchowa) – część wsi Librantowa w Polsce, położona w województwie małopolskim, w powiecie nowosądeckim, w gminie Chełmiec.
W latach 1975–1998 Olchówka należała administracyjnie do województwa nowosądeckiego.

## Historia
W 1299 roku klaryski ze Starego Sącza podarowały Janowi Bogaczowi sto łanów pomiędzy miejscowościami Zabełcze, Siedlce i Mogilno. Na tym obszarze powstały później miejscowości Boguszowa, Januszowa, Librantowa, Kwieciszowa i Wolfowa. W 1315 roku Jan Bogacz podarował ten obszar miastu Nowy Sącz. W latach 1381–1384 należały one do Zydela Langa, z bogatej mieszczańskiej rodziny z Nowego Sącza, później również prominentnego mieszkańca Krakowa. Od 1412 do czasów kasaty józefińskiej należały one do nowosądeckich norbertanów.
Pierwotna nazwa miejscowości, Wolfowa, jest nazwą dzierżawczą od słowa Wolf (niem. wilk). Miejscowość ta została w roku 1388 przeniesiona na prawo niemieckie. W latach 1389, 1394 i 1400 wymieniona została jako Wolfowa. W innym dokumencie z 1400 roku pojawiła się zniekształcona nazwa Wolwowa, a w 1414 Wolchowa. Brak było wzmianki o tej miejscowości w Liber beneficiorum Jana Długosza. Olchówka pojawia się jeszcze w dokumencie z 1564. W następnych stuleciach została wchłonięta przez Librantową i Boguszową.